# Oleksandr Oksanchenko
Oleksandr Yakovych Oksanchenko (en ucraniano: Олександр Якович Оксанченко; 26 de abril de 1968-25 de febrero de 2022), apodado el Lobo Gris, fue un piloto de combate ucraniano. Fue coronel de la Fuerza Aérea de Ucrania que ganó premios en varias exhibiciones de vuelo antes de retirarse en 2018, sirviendo después como concejal de la ciudad de Myrhorod. En 2022, volvió a servir en la invasión rusa de Ucrania y fue muerto en combate por un misil ruso S-400 durante la Batalla de Kiev. Fue condecorado póstumamente con la Orden de la Estrella de Oro.

## Primeros años
Nació el 26 de abril de 1968 en el pueblo de Malomykhailivka, en el raión de Pokrovske en la óblast de Dnipropetrovsk y asistió a su escuela secundaria local hasta 1985 antes de comenzar el entrenamiento de aviación militar. Se graduó de la Escuela Superior de Pilotos de Aviación Militar de Járkov.

## Carrera profesional
Se unió a la Fuerza Aérea Soviética en 1989. Trabajó como piloto instructor y luego ascendió al puesto de subcomandante de su unidad militar de entrenamiento de vuelo en la Brigada de Aviación Táctica 831 estacionada en la Base Aérea de Myrhorod. Durante la crisis de Crimea de 2014, estuvo estacionado en la Base Aérea de Belbek y estuvo en combate en Crimea y en la Zona de Operaciones Antiterroristas.
Entre 2013 y 2018 fue piloto de exhibición del Sukhoi Su-27 para la Fuerza Aérea de Ucrania. Voló más de 2000 horas. En 2016, voló en el Salón Aeronáutico Internacional de Malta. Fue el ganador del Slovak International Air Fest de 2016 y el comandante de la Fuerza Aérea Eslovaca le otorgó un trofeo en la ocasión. En 2016, Oksanchenko fue honrado como la persona del año de Myrhorod. En 2017, ganó el premio As the Crow Flies a la mejor exhibición en el Royal International Air Tattoo. En 2018, ganó el premio al mejor piloto en el Czech International Air Fest. Oksanchenko era coronel cuando se retiró en 2018.
Fue miembro del partido Fuerza y Honor (en ucraniano: Сила і Честь) en el óblast de Poltava. A partir de noviembre de 2020, se desempeñó como uno de los diputados en el consejo de la ciudad de Myrhorod.
Salió de su retiro para reanudar el servicio activo durante la invasión rusa de Ucrania de 2022. En la noche del 25 de febrero, fue muerto por un misil tierra-aire ruso S-400 mientras desviaba aviones hostiles sobre Kiev. Oksanchenko recibió la Orden de Danylo Halytsky. El presidente ucraniano Volodímir Zelenski le otorgó póstumamente la Orden de la Estrella de Oro.

## Vida personal
Tuvo dos hijas.